# Franz Hering
Franz Paul Felix Hering (* 23. April 1902 in Weißenfels; † 25. Juni 1990 in Cambridge) war ein deutscher Widerstandskämpfer gegen den Nationalsozialismus und Gewerkschaftsfunktionär. Er war 1933/1934 eine der leitenden Personen der linkssozialistischen Widerstandsgruppe Roter Stoßtrupp.

## Leben

Hering wohnte 1933 im Kieferngrund 9 in Berlin-Zehlendorf. Das Haus wurde in den 1920er-Jahren vom jüdischen Bauunternehmer Adolf Sommerfeld errichtet. Auch Sommerfeld musste 1933 aus dem Deutschen Reich fliehen.

Franz Hering wurde 1902 im heutigen Weißenfels geboren. Nach dem Besuch des Gymnasiums ließ er sich zum Gärtner ausbilden, dann studierte er in Halle an der Saale und Kiel Nationalökonomie. Seine ersten politischen Schritte machte Hering beim rechten Rolandbund, von wo aus er sich deutlich weiter links stehenden Politikangeboten zuwandte. Er wurde Mitglied der Sozialistischen Studentenschaft, promovierte und fand eine Anstellung beim Institut für Weltwirtschaft in Kiel. Ab 1930 war Hering Berater des Gewerkschaftsführers des Deutschen Holzarbeiterverbandes Fritz Tarnow. Laut eigener Aussage hegte er zu dieser Zeit Sympathien für den linken Flügel der Sozialdemokratie und vergab bei Wahlen „Leihstimmen“ an die KPD. Er betätigte sich als Autor für die „Neuen Blätter für den Sozialismus“ und das Gewerkschaftsorgan „Die Arbeit“. Bereits 1932 gründete Hering mit Rudolf Küstermeier und anderen jungen Studenten, Arbeitern, Arbeitslosen und Angestellten die linkssozialistische Widerstandsgruppe Roter Stoßtrupp. Die Organisation hatte 1933 bis zu 500 Mitglieder und produzierte eine sehr gut informierte Zeitung, die jede Woche um die 7500 Leser in weiten Teilen des Deutschen Reichs erreichte.
Am 2. Mai 1933 wurde Franz Hering in „Schutzhaft“ genommen und nach Plötzensee gebracht. Nach der Freilassung hatte er als „politisch Vorbelasteter“ nur geringe Aussicht auf eine Anstellung. Er entschied sich daher, seine Ehefrau und das gemeinsame Kind nach London in Sicherheit zu bringen und kehrte anschließend zur Fortsetzung seiner illegalen Widerstandstätigkeit nach Berlin, zurück. Als im November 1933 eine Verhaftungswelle den Roten Stoßtrupp erfasste, gelang Hering die Flucht nach Amsterdam und von dort weiter nach London. Von dort aus unterstütze er in Zusammenarbeit mit internationalen Arbeiterorganisationen wie beispielsweise der Internationalen Transportarbeiter-Föderation, der SAPD und der Socialist League durch Geldsammlungen und das Lancieren von Zeitungsartikeln weiterhin Widerstandsgruppen im Deutschen Reich.
1935 pachtete Hering eine Farm, um sich und seiner Familie eine neue Existenz aufzubauen. In den folgenden Jahren zog er sich aus der Unterstützung des Roten Stoßtrupps und auch aus der sonstigen politischen Arbeit desillusioniert zurück, ohne seinen Widerstand gegen den deutschen Faschismus aufzugeben: 1939 erhielt Hering die britische Staatsbürgerschaft – für Großbritannien befand er sich von 1940 bis 1945 im Kriegsdienst. Von 1948 bis 1960 arbeitete er erst als Lehrer in London und anschließend bis 1966 in Afrika als Entwicklungshelfer. Er war in den äthiopischen Städten Addis Abeba und Harar sowie in Sambia als Ausbilder für Lehrer tätig. 1972 kam Hering als Rentner nach Großbritannien zurück. Er starb 1990 in Cambridge unter dem geänderten Namen Frank Hering.